# HD90426
HD90426 — хімічно пекулярна зоря спектрального класу A2, що має видиму зоряну величину в смузі V приблизно  9,4.
Вона  розташована на відстані близько 741,3 світлових років від Сонця.